# Liste der Fluggesellschaften in Lettland
Die Liste der lettischen Fluggesellschaften umfasst existierende und inzwischen aufgegebene, übernommene oder aufgegebene Unternehmen. Eine Fluggesellschaft (auch: Luftverkehrsgesellschaft, Fluglinie oder Airline) ist ein Unternehmen, das Personen oder Frachtgut gegen Vergütung transportiert. Sie besitzt oder mietet Flugzeuge, mit denen der Transport ermöglicht wird.
Derzeit sind alle Gesellschaften auf dem Flughafen Riga (RIX) stationiert. Es ist vorerst der einzige betriebene Flughafen Lettlands. Es gibt Pläne, andere, bestehende Flughäfen auszubauen und an das Verkehrsnetz anzuschließen.
| Name                   | IACO | Gründungsjahr | Betriebseinstellung | Flotte | Ziele                        | Anmerkung                             |
| ---------------------- | ---- | ------------- | ------------------- | ------ | ---------------------------- | ------------------------------------- |
|                        | BTI  | 1995          |                     | 39     | national international       | BD-500                                |
| SmartLynx Airlines     | ART  | 1992          |                     | 19     | international                | [ Anmerkung 1 ] [ Anmerkung 2 ]       |
| RAF-Avia               | MTL  | 1990          |                     | 4      |                              | ATR72/2F                              |
| Alpha Express Airlines | APZ  | 2012          | 2016                | 2      |                              | [ Anmerkung 3 ]                       |
| Baltic International   | BIA  | 1992          | 1995                | 4      | national international       | [ Anmerkung 4 ]                       |
|                        | LTL  | 1992          | 1996                | 36     | national kontinental         | [ Anmerkung 5 ]                       |
|                        | PRW  | 2014          | 2018                | 7      | national kontinental         | [ Anmerkung 6 ]                       |
| Baltic Express Line    | LTB  | 1993          | 2002                | 2      | national kontinental         | [ 1 ] [ Anmerkung 7 ]                 |
| Baltija Airlines       | COS  | 1993          | 1993                | 5      | national kontinental         | [ 2 ] [ Anmerkung 8 ] [ Anmerkung 2 ] |
| Concors                | COS  | 1991 1995     | 2005                | 5      | national kontinental         | [ 3 ] [ Anmerkung 9 ]                 |
| Inversija              | INV  | 1991          | 2012                | 3      |                              | [ 4 ]                                 |
| LAT-ALAK Aerotaxi      |      | 1994          | 1995                | 3      |                              | [ 5 ] [ 6 ]                           |
| LatCharter Airlines    | LTC  | 1993          | 2008                | 3      |                              | [ 7 ] [ Anmerkung 2 ]                 |
| Latpass Airlines       | LTP  | 1995          | 2004                |        |                              | [ 8 ] [ 9 ]                           |
| Latvian Airlines       | LTL  | 1991          | 1992                | 4      |                              | [ 10 ] [ Anmerkung 10 ]               |
| RiAir Riga Airlines    | RIG  | 1992          | 1999                | 2      | regional                     | [ 11 ] [ Anmerkung 11 ]               |
| Transeast Airlines     | TRL  | 1993          | 2001                | 1      | Riga nach Dänemark, Schweden | [ 12 ]                                |

Anmerkungen
1. ↑  Niederlassungen in Estland und Malta
2. 1 2 3  LatCharter hatte mit Baltija Airlines 1993 fusioniert. SmartLynx wurde 1993 als LatCharter gegründet und der Betrieb wurde am 30. Juni 1993 aufgenommen, am 25. September 2008 auf SmartLynx umbenannt.
3. ↑  Noch in den Farben der TACA
4. ↑  Vorgänger und zusammen mit SAS Gründungsmitglied der airBaltic
5. ↑  Latavio war während der Sowjetzeit der lettische Zweig der Aeroflot
6. ↑  War eine Tochtergesellschaft der Primera Air Scandinavia.
7. ↑  War ein Tochterunternehmen  der gleichnamigen Reederei.
8. ↑  Übernommen von SmartLynx.
9. ↑  Concors Latvian Air Service (Konkors) 1991 gegründet, Betrieb ab 1995.
10. ↑  Umbenannt in Latavio.
11. ↑  Zweifach umbenannt.